# Alain Guimont
Alain Guimont ist ein kanadischer Biathlet.
Alain Guimont startet für den Club de Biathlon Courcelette. Seinen Durchbruch auf kontinentaler Ebene hatte er in der Saison 2010/11 im Biathlon-NorAm-Cup, als er bei Rennen in La Patrie sowohl den Sprint als auch die Verfolgung gewinnen konnte. Es waren nicht nur Guimonts erste Siege in der höchsten nordamerikanischen Rennserie, sondern auch seine ersten Podiumsplatzierungen.